# WrestleMania XXV
WrestleMania XXV, também anunciado como O 25° quinto aniversário da WrestleMania, foi um evento pay-per-view de luta livre profissional produzido pela World Wrestling Entertainment (WWE), realizado em 5 de abril de 2009 no Reliant Stadium, em Houston, Texas. O evento foi o vigésimo quinto produzido sob o nome WrestleMania e contou com a participação de lutadores dos três programas: Raw, SmackDown e ECW. Essa foi a segunda WrestleMania realizada no estado do Texas, sendo a WrestleMania X-Seven a primeira, em 2001.
Oito lutas fizeram parte do card, e uma especial do supercard, divididas em três partes principais. A primeira dessas lutas foi um combate singular entre pelo WWE Championship, onde Triple H, o campeão no momento, derrotou Randy Orton e manteve o título. A segunda foi um Triple threat match pelo World Heavyweight Championship, na qual John Cena derrotou o campeão Edge e The Big Show para conquistar o campeonato. Outras lutas que ganharam destaque foram The Undertaker contra Shawn Michaels,34:07Jeff Hardy contra Matt Hardy, Chris Jericho contra o time de Roddy Piper, Ricky Steamboat e Jimmy Snuka, além do anual Money in the Bank.
A venda de ingressos ao público para o evento começou em 8 de novembro de 2008. Pelo terceiro ano consecutivo, a WrestleMania quebrou o recorde de arrecadação para um pay-per-view na história da WWE, tendo ganho US$ 6.9 milhões pela venda de ingressos, que incluíram os fãs de todos os 50 estados norte-americanos, 24 países e 7 províncias canadenses.

## Antes do evento
A WrestleMania teve diferentes tipos de lutas envolvendo lutadores em rivalidades. Teve a participação de seus integrantes dos três programas existentes: RAW, SmackDown e ECW on Sci Fi.

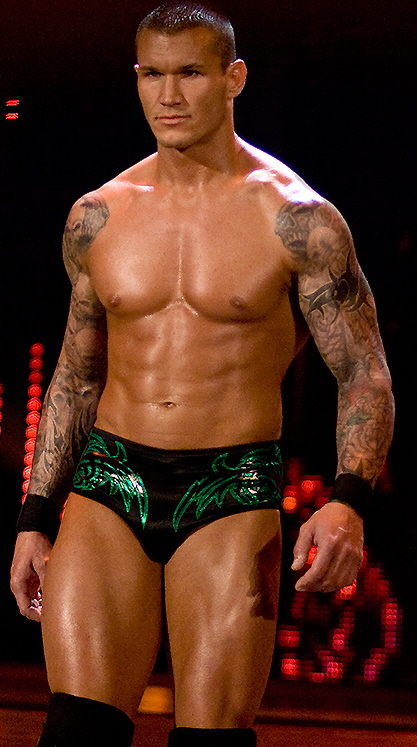
Randy Orton, concorrente ao WWE Championship.

No pay-per-view Royal Rumble 2009, realizado em Janeiro, Randy Orton venceu o tradicional battle royal. Por estipulação da luta, Orton ganhou uma oportunidade de concorrer pelo WWE, World Heavyweight ou ECW Championships na WrestleMania. No início de 2009, Orton iniciou uma rivalidade com a Família McMahon, atacando Vince e Shane McMahon, bem como aplicando um RKO em Stephanie McMahon. Orton atacou Stephanie durante uma promo do WWE Champion (e marido de Stephanie na vida real) Triple H. Na edição da RAW de 2 de março, Orton foi convencido por Triple H a lutar contra o mesmo na WrestleMania XXV.
Em continuação do episódio semanal, a general manager Vickie Guerrero anunciou que seu marido (kayfabe) Edge iria defender o World Heavyweight Championship contra The Big Show na WrestleMania. No entanto, John Cena interferiu uma luta de Edge no No Way Out e atacou Vickie. Na edição de 9 de março, ela decidiu que Cena também participaria da luta e que esta, então, seria uma Triple threat match, um combate normal com a presença de três lutadores.
Em 16 de fevereiro, na RAW, Shawn Michaels desafiou a John "Bradshaw" Layfield, para uma luta na semana seguinte, na qual o vencedor enfrentaria The Undertaker, que estava no momento, com seqüência 16-0 em WrestleManias. Vladimir Kozlov também foi anunciado como membro da luta. Em 23 de fevereiro, na RAW, Michaels derrotou JBL, mas foi anunciado que na próxima semana enfrentaria Kozlov, e, somente aí, quem ganharia enfrentaria a Undertaker. Michaels derrotou Kozlov e garantiu presença no evento.
O quinto Money in the Bank ladder match, anualmente realizado nas WrestleManias, foi anunciado em 23 de fevereiro. Neste combate, oito participantes dos três programas da WWE competem tentando alcançar uma maleta, onde os mesmos tem que subir por uma escada que está no ringue. O vencedor da luta pode escolher em um ano, um combate pelos títulos WWE, World Heavyweight ou ECW, no tempo, dia e local em que achar conveniente. As lutas de qualificação tiveram início em 23 de fevereiro, onde CM Punk se qualificou ao derrotar The Miz e John Morrison em uma Triple threat match. Em 2 de março, Kane também foi qualificado ao derrotar Mike Knox e Rey Mysterio em outra Triple threat match. Em 3 de março, Mark Henry derrotou Santino Marella e tornou-se mais um participante do combate. No dia 6 de março, Montel Vontavious Porter e Shelton Benjamin derrotaram respectivamente Matt Hardy e Jeff Hardy. Em 9 de março, Kofi Kingston derrotou Chris Jericho (com ajuda de Ric Flair) e tornou-se o sexto integrante da luta. Christian venceu um battle royal das três brands e foi qualificado. O último participante foi conhecido em 13 de março, quando Dave Finlay derrotou The Brian Kendrick.

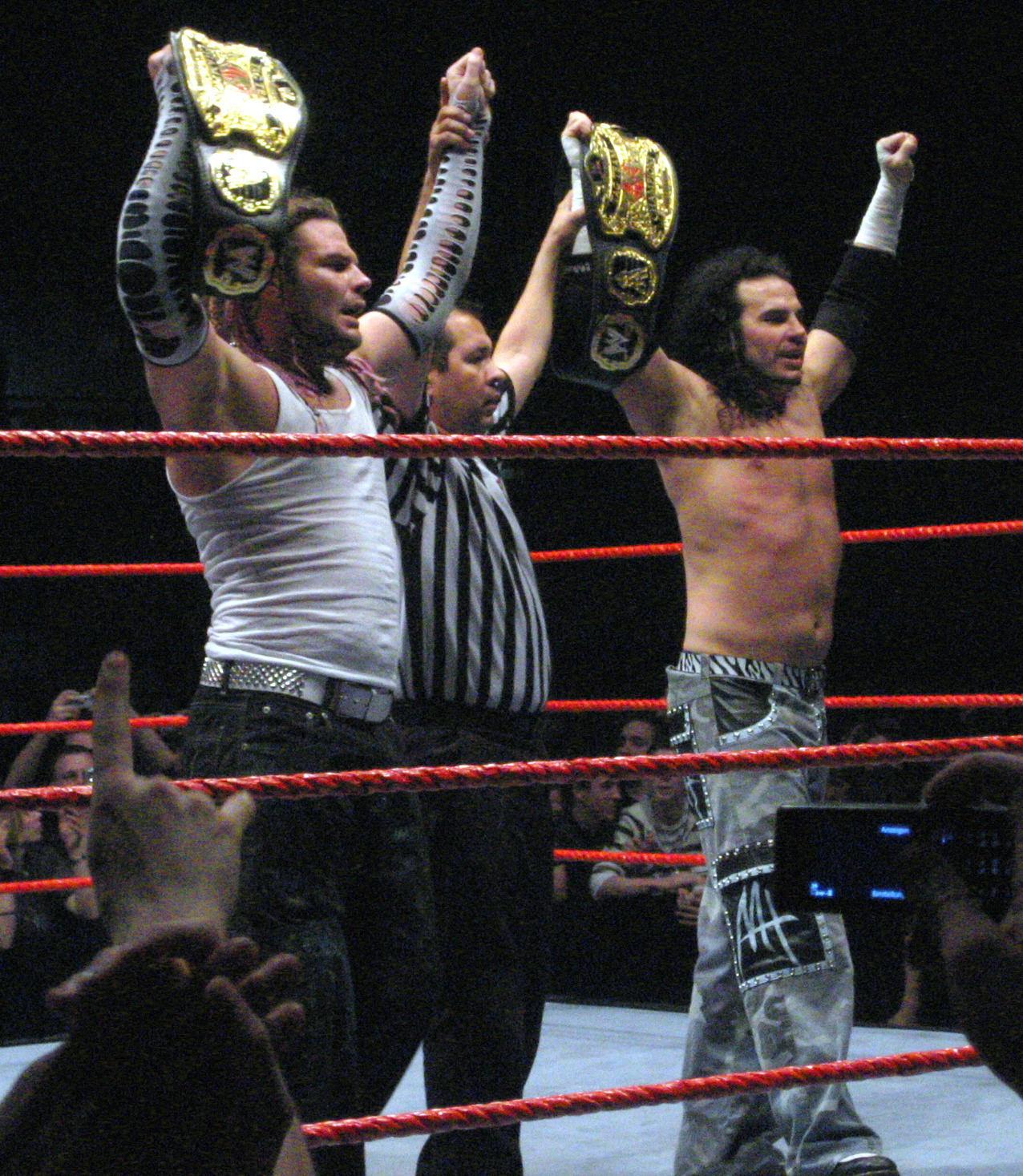
Os irmãos Jeff Hardy (esquerda) e Matt Hardy (direita), se enfrentaram no WrestleMania XXV.

Um dos destaques da WrestleMania XXV também ficou por conta da rivalidade entre os irmãos Jeff e Matt Hardy. Durante a luta entre Jeff e Edge no Royal Rumble 2009 pelo WWE Championship, Matt invadiu o ringue, aparentemente para ajudar o seu irmão. Mas ele acertou Jeff com uma cadeira de aço, custando ao mesmo a perda da chance de conquistar o campeonato. Após perder a luta qualificatória para o Money in the Bank, Matt interferiu na luta de Jeff contra Shelton Benjamin, causando a desqualificação de Jeff. As provocações continuaram durante as semanas, e foi decidido que os dois se enfrentariam na WrestleMania em uma luta Extreme rules.
Em 23 de Janeiro, numa edição da SmackDown, os WWE Tag Team Champions The Colóns (Carlito e Primo) derrotaram John Morrison e The Miz em uma luta que não valia o título. Após perder o combate, Miz e Morrison foram em seu "blog" da internet, The Dirt Sheet para fazer provocações, bem como convocar The Bella Twins para serem suas valets. Foi programada uma revanche em 13 de Fevereiro, onde quem vencesse teria as Bella Twins como valets, terminado com a vitória de Miz e Morrison. As duas equipes continuaram com a rivalidade semana a semana. Embora o foco inicial era conseguir o acompanhamento da Bella Twins, a luta assumiu uma dupla finalidade, uma vez que cada tag team defendeu com sucesso os respectivos títulos em lutas subsequentes. Com as duas equipes ainda mantendo os cinturões, foi anunciado em 17 de março uma luta na WrestleMania XXV valendo a unificação dos títulos.
Na 15th Screen Actors Guild Awards, o ator Mickey Rourke, o qual ganhou aclamação crítica pelo seu papel no filme The Wrestler, foi anunciado como um participante da WrestleMania, especificamente para rivalizar a Chris Jericho. O anúncio de um combate entre os dois foi dado no Larry King Live. Na edição seguinte da RAW,  o porta-voz de Rourke disse que ele não participaria do evento. A WWE reconfirmou a presença de Rourke três dias depois, anunciando que ele havia sido chamado apenas como convidado e não como concorrente. Para começar as ironias, Jericho disse que não gostou do filme The Wrestler, o que provocou descontentamento da parte dos lutadores mais antigos. Em 9 de fevereiro, Ric Flair apareceu para protestar aos comentários feitos por Jericho, professando que os lutadores devem ser respeitados, como eles tinham preparado o caminho para as gerações futuras, o que levou a uma forte discussão entre os dois. Ao longo das próximas semanas, seriam anunciados seus adversários, sendo eles todos "lendas" da luta profissional, incluindo Roddy Piper, Ricky Steamboat e Jimmy Snuka. Em outra edição, Jericho desafiou Flair para uma luta. Embora Flair diminuiu de qualidade após sua retirada, ele aceitou o combate, mas desde que tivesse ajuda de Piper, Steamboat e Snuka, em uma handicap match. Jericho aceitou e acabou sendo atacado pelos quatro adversários. Assim, foi marcada uma luta handicap na WrestleMania.

## Evento

### Pré-show
Antes do evento ao vivo, The Colóns derrotaram John Morrison e The Miz em uma lumberjack match para unificar o WWE Tag Team Championship e o World Tag Team Championship. Antes de começar realmente a WrestleMania, Nicole Scherzinger, das Pussycat Dolls, cantou a canção "America the Beautiful".

### Lutas preliminares

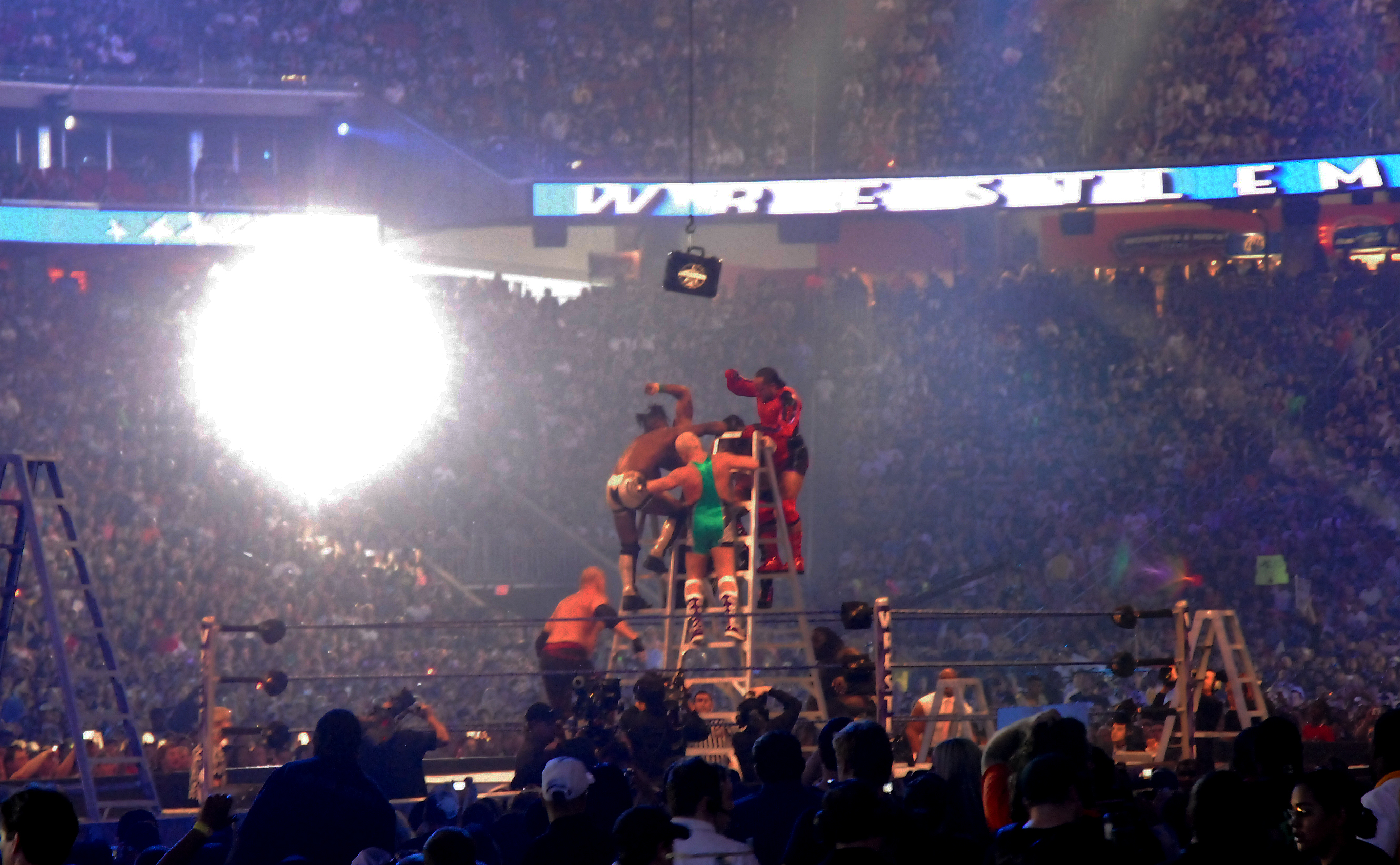
A luta Money in the Bank.

O combate Money in the Bank ladder match tinha sido expulso do evento. Nisso, CM Punk, Kane, Mark Henry, Montel Vontavious Porter, Shelton Benjamin, Kofi Kingston, Christian e Finlay.
Após a luta, Kid Rock apresentou um pot-pourri de suas músicas. Consistia em "Bawitdaba," "Rock N Roll Jesus," "Cowboy," "All Summer Long," e "So Hott." Durante o último som, as wrestlers entraram ao ringue para um battle royal de divas, sendo a vencedora coroada como "Miss WrestleMania". A luta contou com divas que trabalham atualmente na WWE ou já trabalharam no passado para a companhia. Santino Marella, o qual entrou portando uma personagem da diva "Santina", sua irmã gêmea, venceu o battle royal e acabou sendo coroado "Miss WrestleMania."
A luta seguinte destacou a rivalidade de Chris Jericho com Ricky Steamboat, Jimmy Snuka e Roddy Piper, numa 3-1 luta handicap; em ordem, Jericho foi eliminando um por um e conseguiu a vitória. Jericho fez Snuka pedir desistência, e conseguiu fazer facilmente o pin em Piper, no entanto, a luta contra Steamboat foi de longe a mais complicada, onde Jericho esteve na maioria do tempo em desvantagem, mas conseguiu fazer o pin após um Code Breaker. Após o combate, Jericho desafiou Mickey Rourke a entrar no ringue. Finalmente, Rourke entrou e imediatamente começou a socar Jericho antes de ser elogiado por Ric Flair.

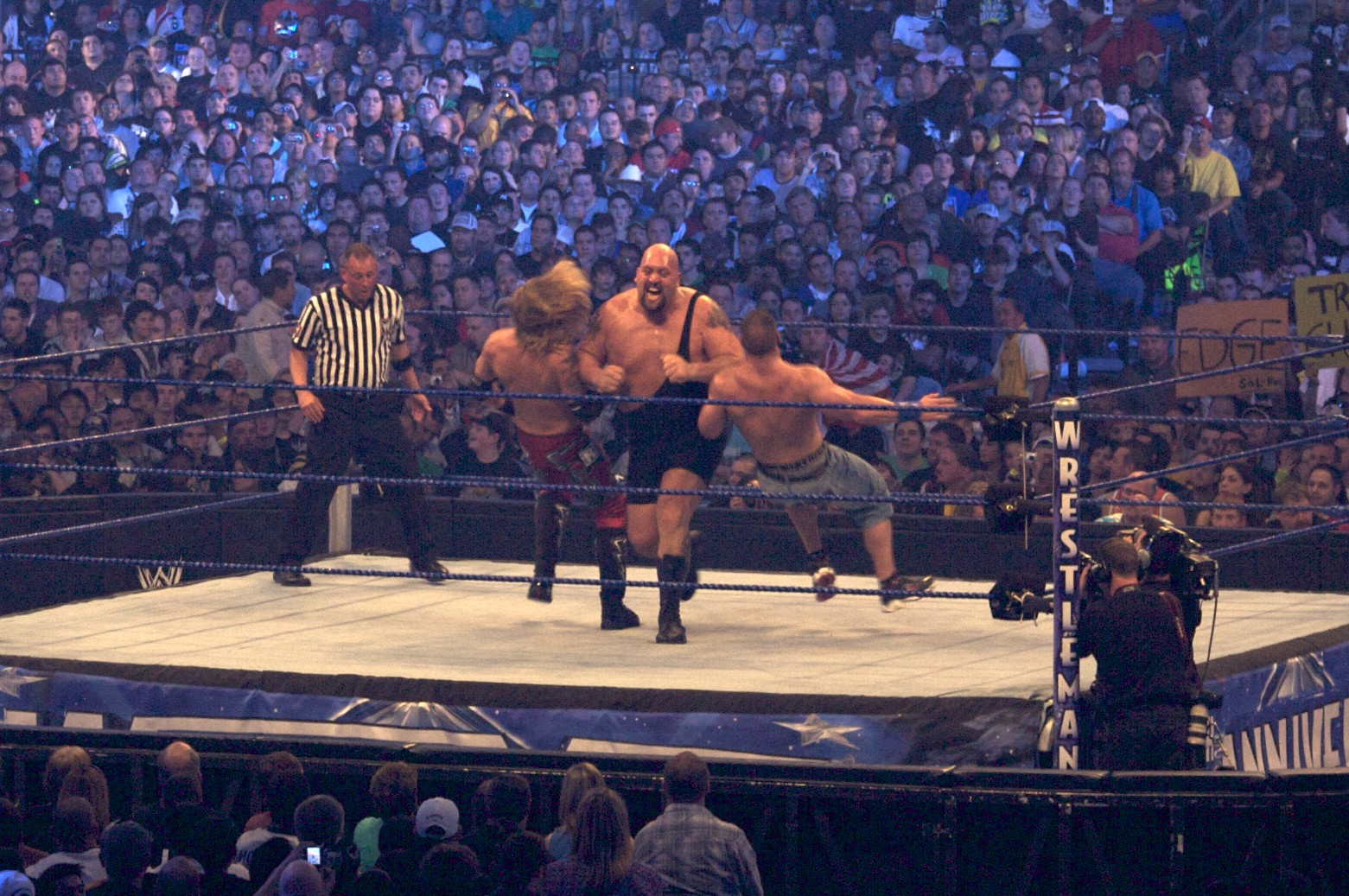
Triple threat match entre Edge (esquerda), Big Show (centro), e John Cena (direita).

### Lutas principais
A luta sucessiva a esta foi uma Extreme Rules foi entre os irmãos Jeff e Matt Hardy, que foi vencida por Matt.
A seguir, Rey Mysterio e John "Bradshaw" Layfield lutaram valendo o WWE Intercontinental Championship. Mysterio venceu com um frog splash de 21 segundos, e JBL anunciou sua aposentadoria. A seguir Undertaker lutou contra Shawn Michaels num combate que se tornaria épico. O combate teve cerca de 30 minutos e foi Undertaker quem conseguiu a vitória. John Cena venceria Big Show e Edge num Triple Threat Match pelo World Heavyweight championship e para acabar o show houve um combate pelo WWE championship entre o Royal Rumble winner Randy Orton e o então campeão da WWE Triple H. Combate que "The Game" ganhou 

## Resultados
| Nº                                          | Resultados | Estipulações                                                                              | Tempo |
| ------------------------------------------- | --- | ----------------------------------------------------------------------------------------- | ----- |
| Dark                                        | The Colóns (Carlito e Primo) derrotou John Morrison e The Miz[a]                                                                                    | Luta Lumberjack para unificar o WWE Tag Team Championship e o World Tag Team Championship | 8:20  |
| 1                                           | CM Punk derrotou Kane, Mark Henry (com Tony Atlas), Montel Vontavious Porter, Shelton Benjamin, Kofi Kingston, Christian e Finlay (com Hornswoggle) | Luta Money in the Bank                                                                    | 14:32 |
| 2                                           | Santina Marella venceu ao eliminar por último Beth Phoenix e Melina[b]                                                                              | Battle royal de 25 Divas para coroar a "Miss WrestleMania"                                | 7:25  |
| 3                                           | Chris Jericho derrotou Roddy Piper, Ricky Steamboat e Jimmy Snuka (com Ric Flair)                                                                   | Luta 3-contra-1 de eliminação                                                             | 8:33  |
| 4                                           | Matt Hardy derrotou Jeff Hardy | Luta Extreme Rules                                                                        | 13:38 |
| 5                                           | Rey Mysterio derrotou John "Bradshaw" Layfield (c)                                                                                                  | Luta individual pelo WWE Intercontinental Championship                                    | 0:21  |
| 6                                           | The Undertaker derrotou Shawn Michaels | Luta individual                                                                           | 30:44 |
| 7                                           | John Cena derrotou Edge (c) e Big Show | Luta Triple Threat pelo World Heavyweight Championship                                    | 14:33 |
| 8                                           | Triple H (c) derrotou Randy Orton | Luta individual pelo WWE Championship                                                     | 23:35 |
| (c) – Refere-se aos campeões antes da luta. | |                                                                                           |       |

### Battle royal das Divas
| Diva               | Brand   | Ordem de eliminação | Eliminada por        | Tempo no Ringue |
| ------------------ | ------- | ------------------- | -------------------- | --------------- |
| Alicia Fox         | ECW     | 4                   | Bella Twins          | 0:44            |
| Beth Phoenix       | Raw     | 23                  | Marella              | 6:06            |
| Brie Bella         | SD      | 19                  | Phoenix              | 4:37            |
| Eve Torres         | SD      | 11                  | Phoenix              | 3:26            |
| Gail Kim           | SD      | 9                   | Hall                 | 3:07            |
| Jillian Hall       | Raw     | 10                  | Kim                  | 3:08            |
| Joy Giovanni       | Passado | 2                   | Torres e Bella Twins | 0:26            |
| Katie Lea Burchill | ECW     | 16                  | Phoenix              | 4:14            |
| Kelly Kelly        | Raw     | 13                  | Phoenix              | 3:50            |
| Layla              | Raw     | 1                   | Bella Twins          | 0:11            |
| Maria              | SD      | 8                   | Victoria             | 2:48            |
| Maryse             | SD      | 15                  | Phoenix              | 4:08            |
| Melina             | Raw     | 24                  | Phoenix              | 6:06            |
| Michelle McCool    | SD      | 22                  | James                | 5:38            |
| Mickie James       | Raw     | 21                  | McCool               | 5:37            |
| Miss Jackie        | Passado | 7                   | Bella Twins          | 2:32            |
| Molly Holly        | Passado | 14                  | Phoenix              | 4:00            |
| Natalya            | SD      | 17                  | Phoenix              | 4:24            |
| Nikki Bella        | SD      | 20                  | Phoenix              | 4:40            |
| Rosa Mendes        | Raw     | 3                   | Bella Twins          | 0:38            |
| Santina Marella    | Raw     | —                   | Vencedora            |                 |
| Sunny              | Passado | 5                   | Phoenix              | 1:39            |
| Tiffany            | ECW     | 12                  | Phoenix              | 3:28            |
| Torrie Wilson      | Passado | 6                   | Phoenix              | 2:01            |
| Victoria           | Passado | 18                  | Bella Twins          | 4:29            |